# Hofstetten (Lauda-Königshofen)
Hofstetten ist ein Wohnplatz auf der Gemarkung des Lauda-Königshofener Stadtteils Messelhausen im Main-Tauber-Kreis im fränkisch geprägten Nordosten Baden-Württembergs.

## Geographie
Hofstetten liegt etwa 2,5 Kilometer westsüdwestlich von Messelhausen. Weitere umgebende Orte sind Hof Sailtheim nach etwa 400 Metern im Südosten, Marbach nach etwa 2 Kilometern im Westen und Kützbrunn nach etwa 1,7 Kilometern im Norden.

## Geschichte
Der Ort wurde im Jahre 1232 erstmals urkundlich erwähnt als Hofstetten als Grundbesitz der Zobel von Giebelstadt an das Kloster Gerlachsheim gestiftet wurde. Die Herrschaftsrechte gelangten in der Folge wohl mit Lauda an die Grafen von Rieneck und über weibliche Erbfolge an die Grafen von Wertheim. Im Jahre 1562 gelangte Hofstetten durch Ludwig Graf zu Stolberg-Königstein an Debolt Eisenmenger und im Jahre 1568 von diesem an Hans Zobel von Giebelstadt. Seither war der Ort ganz mit Messelhausen verbunden. Im Jahre 1859 wurde in Hofstetten eine Marienkapelle errichtet in der keine regelmäßigen Gottesdienste stattfinden.
Auf dem Messtischblatt Nr. 6424 „Königshofen“ von 1881 war der Ort als Hofstetten mit etwa 30 Gebäuden und einer Capelle verzeichnet.
Der Wohnplatz kam im Rahmen der Gebietsreform in Baden-Württemberg als Teil der ehemals selbständigen Gemeinde Messelhausen am 1. Januar 1972 gemeinsam mit Deubach und Sachsenflur zur Stadt Königshofen. Am 1. Januar 1975 vereinigte sich wiederum die Stadt Königshofen mit der Stadt Lauda und der Gemeinde Unterbalbach zur Stadt Lauda-Königshofen. Weitere ehemals selbstständige Gemeinden kamen hinzu.

## Kulturdenkmale
Kulturdenkmale in der Nähe des Wohnplatzes sind in der Liste der Kulturdenkmale in Lauda-Königshofen verzeichnet.
- Marienkapelle (Hofstetten), Mitte des 19. Jahrhunderts

## Verkehr
Der Ort ist über zwei von der K 2801 abzweigende Wirtschaftswege zu erreichen.